# 테르베테시

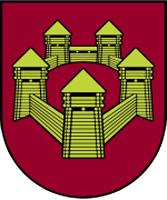
시 문장

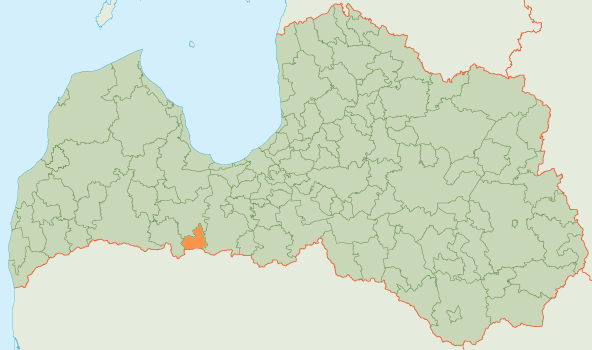
테르베테 시의 위치

테르베테시(라트비아어: Tērvetes novads)는 라트비아의 지방 자치체로 행정 중심지는 젤메니이며 면적은 223.9km2, 인구는 4,173명(2009년 기준), 인구 밀도는 19명/km2이다. 3개 교구를 관할한다.

## 같이 보기
- 라트비아의 행정 구역